# Hogna ocyalina
Hogna ocyalina este o specie de păianjeni din genul Hogna, familia Lycosidae. A fost descrisă pentru prima dată de Simon, 1910.
Este endemică în Namibia. Conform Catalogue of Life specia Hogna ocyalina nu are subspecii cunoscute.